# Slavne, Kiverți
Slavne (în ucraineană Славне) este un sat în comuna Susk din raionul Kiverți, regiunea Volînia, Ucraina.

## Demografie
Componența lingvistică a localității Slavne
     Ucraineană (99,17%)
     Alte limbi (0,83%)
Conform recensământului din 2001, majoritatea populației localității Slavne era vorbitoare de ucraineană (99,17%), existând în minoritate și vorbitori de alte limbi.